# La Délivrance (téléfilm, 1988)
Pour les articles homonymes, voir Délivrance.
La Délivrance (ou Mon enfant, mon amour ou Ben n'aura jamais dix ans ; Go Toward the Light) est un téléfilm dramatique américain réalisé par Mike Robe, et diffusé le 1er novembre 1988 sur CBS. L'histoire est tirée de faits réels. Le film est inspiré du livre autobiographique de Chris Oyler (en).
En France, le téléfilm a été diffusé sous le titre La Délivrance le 21 février 1990 dans le cadre d'Histoires vraies consacrée au SIDA sur La Cinq. Il est rediffusé sous le titre Mon enfant, mon amour le 28 mars 1991 sur La Cinq, et sous le titre Ben n'aura jamais dix ans le 30 janvier 1995 sur M6.

## Synopsis
Un jeune couple (Linda Hamilton et Richard Thomas) doit faire face à la dure réalité de la vie, et lutte avec leur enfant (interprété par Joshua Harris), hémophile, qui est atteint du SIDA.

## Fiche technique
- Titre : Go Toward the Light
- Réalisation : Mike Robe
- Scénario : Mike Robe et Beth Polson
- Production : Nick Lombardo et Beth Polson
- Société de production : Polson Company
- Société de distribution : Columbia Broadcasting System
- Musique : James Newton Howard
- Photographie : Eric Van Haren Noman
- Montage : Jim Oliver
- Décors : Kurt Meisenbach
- Costumes : Mary Ann Ahern et Guy Erickson
- Pays d'origine : États-Unis
- Langue originale : Anglais
- Format : Couleurs - 1,33:1 - Mono
- Genre : Drame
- Durée : 120 minutes[6]
- Date de sortie : 1er novembre 1988

## Distribution
- Linda Hamilton : Claire Madison
- Richard Thomas : Greg Madison
- Piper Laurie : Margo
- Joshua Harris : Ben Madison
- Ned Beatty : George
- Gary Bayer : Docteur Gladstone
- Rosemary Dunsmore : Sally
- Steven Eckholdt : Jeff
- Brian Bonsall : Zack
- Mitchell Allen : Brian
- Richard Thomas : Greg Madison
- Brian Lando : Keith
- Ryan McWhorter : Randy
- Jack Tate : Rick
- John Wesley : Deuxième Docteur
- Madison Mason : Joe
- Susan Krebs : Assistante sociale
- Matthew Faison : Obstétricienne
- Robert Sampson : Bishop Sawyer

## Distinction
- 1989 : Nommé à l'Emmy Award du meilleur montage son[7]
- 1989 : Christopher Award[8]